# Bastard
Bastard is een gotisch lettertype ontworpen in 1990 door Jonathan Barnbrook. De naam is afkomstig van een typografische classificatie "Bastarda". Het lettertype Bastard is op een onderzoek naar gotische lettertypen gebaseerd (de oorspronkelijke typen, zoals die gemaakt zijn door Gutenberg, en kloosterschrift) met een eenvoudige opbouw. Het lettertype bestaat in drie gewichten: Spindly Bastard, Fat Bastard, en Even Fatter Bastard.
Hoewel de hoekige einden van de letter doen vermoeden dat ze met een schuine zetting van een platte pen zijn gemaakt, is het toch elektronisch ontworpen. Hij heeft geen rondingen in de stokken. Lettertype 'Fletcher' is vergelijkbaar in deze zuiver geometrische opbouw.